# Dirty Water
«Dirty Water» es una canción interpretada por la banda estadounidense The Standells, escrita por su productor Ed Cobb.
«Dirty Water» fue publicado como sencillo en noviembre de 1965 por Tower Records en los Estados Unidos, y el 3 de junio de 1966 por Capitol Records en el Reino Unido. La canción se convirtió en el mayor éxito comercial de la banda, alcanzando el puesto #11 en el Hot 100 de los Billboard. «Dirty Water» debutó el 30 de arbil de 1966 en la posición #94 en el Cashbox Top Singles, y alcanzó el puesto #8 el 9 de julio de 1966.
El Salón de la Fama del Rock and Roll la incluyó en su lista de las “500 canciones que dieron forma al rock and roll”. La canción también apareció en el álbum recopilatorio Nuggets: Original Artyfacts from the First Psychedelic Era, 1965-1968.

## Composición y arreglos
La canción fue compuesta en un compás de 4
4 con un tempo de 142 pulsaciones por minuto y está escrita en la tonalidad de mi mayor. Las voces van desde B3 a G#4.
De acuerdo al teclista de The Standells, Larry Tamblyn, al menos parte de la canción (en particular, las referencias a “amantes y ladrones”) se inspiró en un atraco a Cobb en Boston.

## Posicionamiento

### Gráfica semanal
| Gráfica (1966)                     | Pico de posición |
| ---------------------------------- | ---------------- |
| Estados Unidos (Billboard Hot 100) | 11               |
| Estados Unidos (Cashbox Top 100)   | 8                |

### Gráfica de fin de año
| Gráfica (1966)                   | Pico de posición |
| -------------------------------- | ---------------- |
| Estados Unidos (Cashbox Top 100) | 54               |